# Nemoria diamesa
Nemoria diamesa là một loài bướm đêm trong họ Geometridae.